# 大城山革命烈士陵
大城山革命烈士陵（テソンサンかくめいれっしりょう）は、朝鮮民主主義人民共和国（北朝鮮）の平壌市にある国立墓地。1975年完成。

## 概要

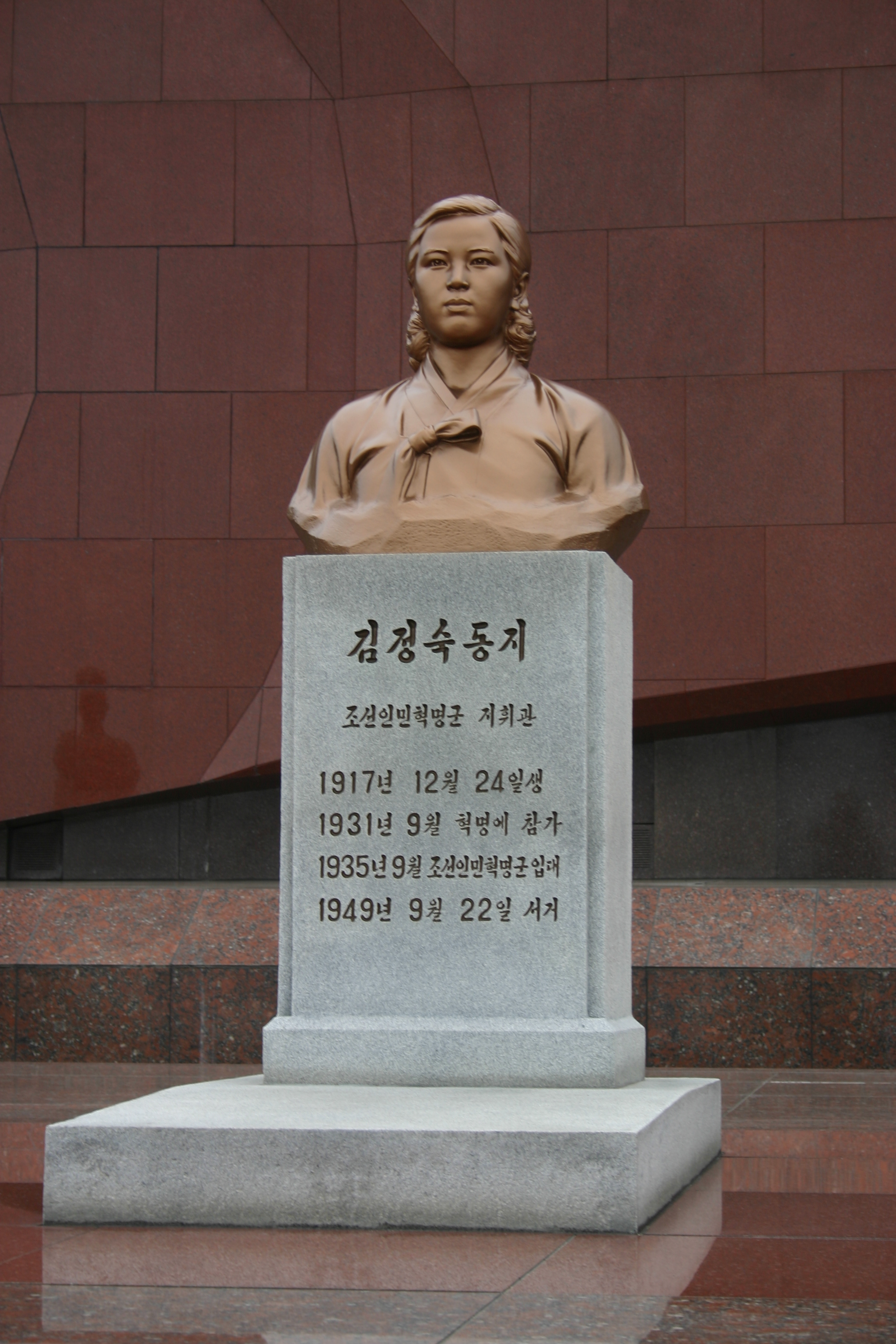
金正淑の墓石

大城山革命烈士陵は、1930年代の抗日パルチザン闘争時代からの朝鮮労働党の政治家、革命家や朝鮮人民軍の軍人などの北朝鮮政府の建国の功労者の幹部が埋葬されている。埋葬者は約160人。
主な埋葬者
- 金正淑（金日成の妻で金正日の母）
- 金策（副首相兼産業相、朝鮮人民軍前線司令官）
- 金一（首相、国家副主席）
- 崔庸健（国家副主席、朝鮮人民軍次帥）
- 呉振宇（人民武力部長、政治局常務委員、朝鮮人民軍元帥）
- 趙明録（国防委員会第一副委員長、政治局常務委員、朝鮮人民軍次帥）
- 李乙雪（元抗日パルチザン・朝鮮人民軍元帥）